# 二氧化砷
二氧化砷（AsO2）是砷的一种混合价态氧化物，含As(III)与As(V)两种价态，可看作是AsIIIAsVO4。

## 制备
可由立方三氧化二砷在高压釜中和氧存在下，加热而得。

## 结构
具层状结构。即单斜 As2O3 六角网结构中，As原子交替附加O原子。其中，As(III)三配位，呈三角锥形（As-O 181pm，O-As-O 90°）；As(V)四配位，呈四面体形（桥连As-O 172pm，末端As-O 161pm）。